# Kremaster

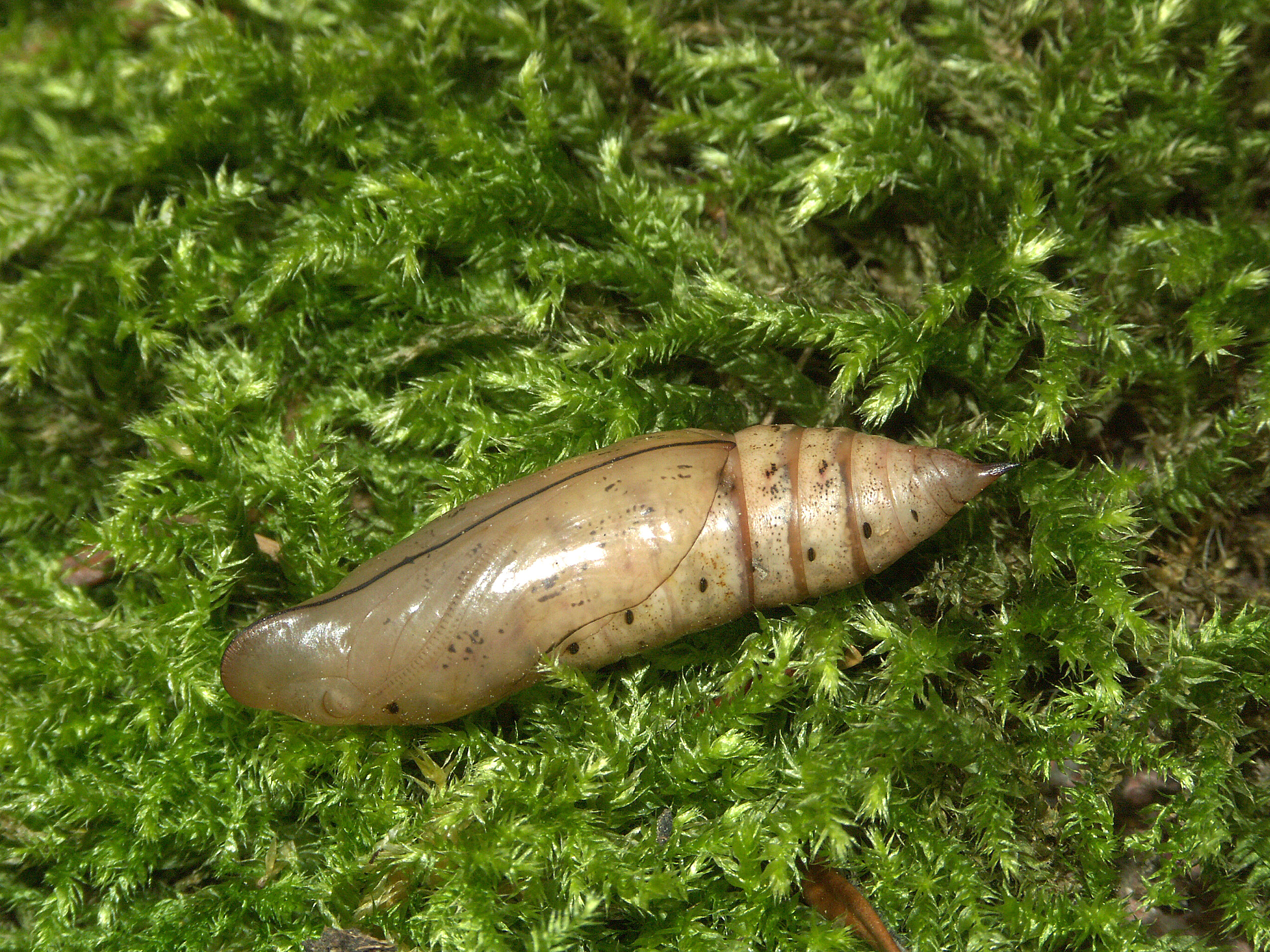
Puppe des Taubenschwänzchens; rechts ist der spitz zulaufende Kremaster erkennbar, der bei dieser Art aus zwei sehr eng aneinanderliegenden Stacheln besteht.

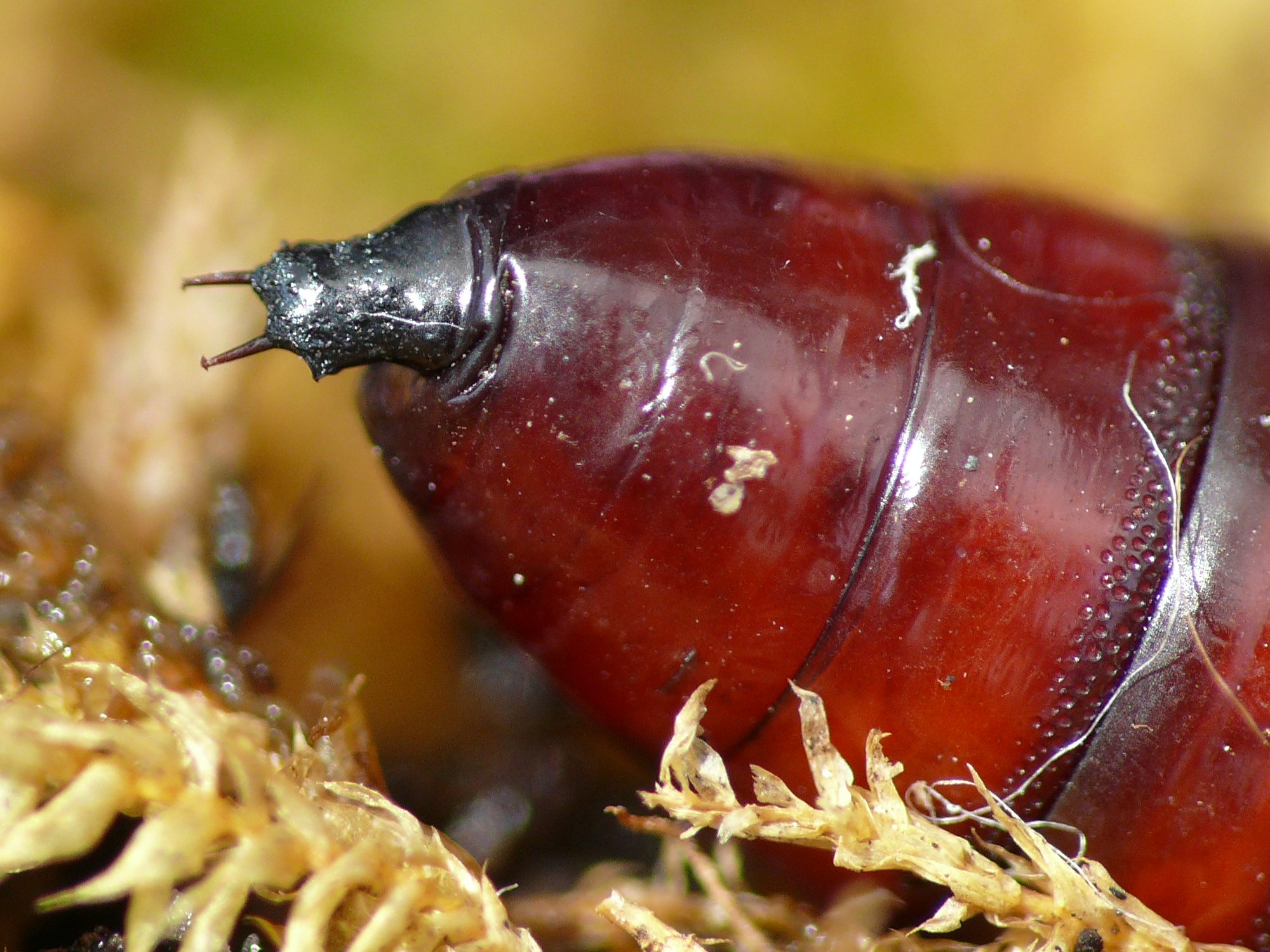
Kremaster der Puppe der Großen Grasbüscheleule (Apamea monoglypha) mit zwei Stacheln

Als Kremaster (m., von altgriechisch κρεμαστήρ kremastēr „der Aufhängende“) wird das zur Spitze ausgezogene hintere Ende der Puppe bei Schmetterlingen bezeichnet. Er besitzt Borsten mit Widerhaken, mit denen die Puppe im Gespinst oder im Boden verankert ist. Je nach Art und Familie kann der Kremaster unterschiedlich ausgebildet sein und beispielsweise eine doppelte Spitze besitzen, wie es bei den Eulenfaltern vorkommt.